# Seter irlandzki czerwono-biały
Seter irlandzki czerwono-biały (lub rudo-biały) – rasa psów pochodząca z  Irlandii. Podlega próbom pracy.

## Historia

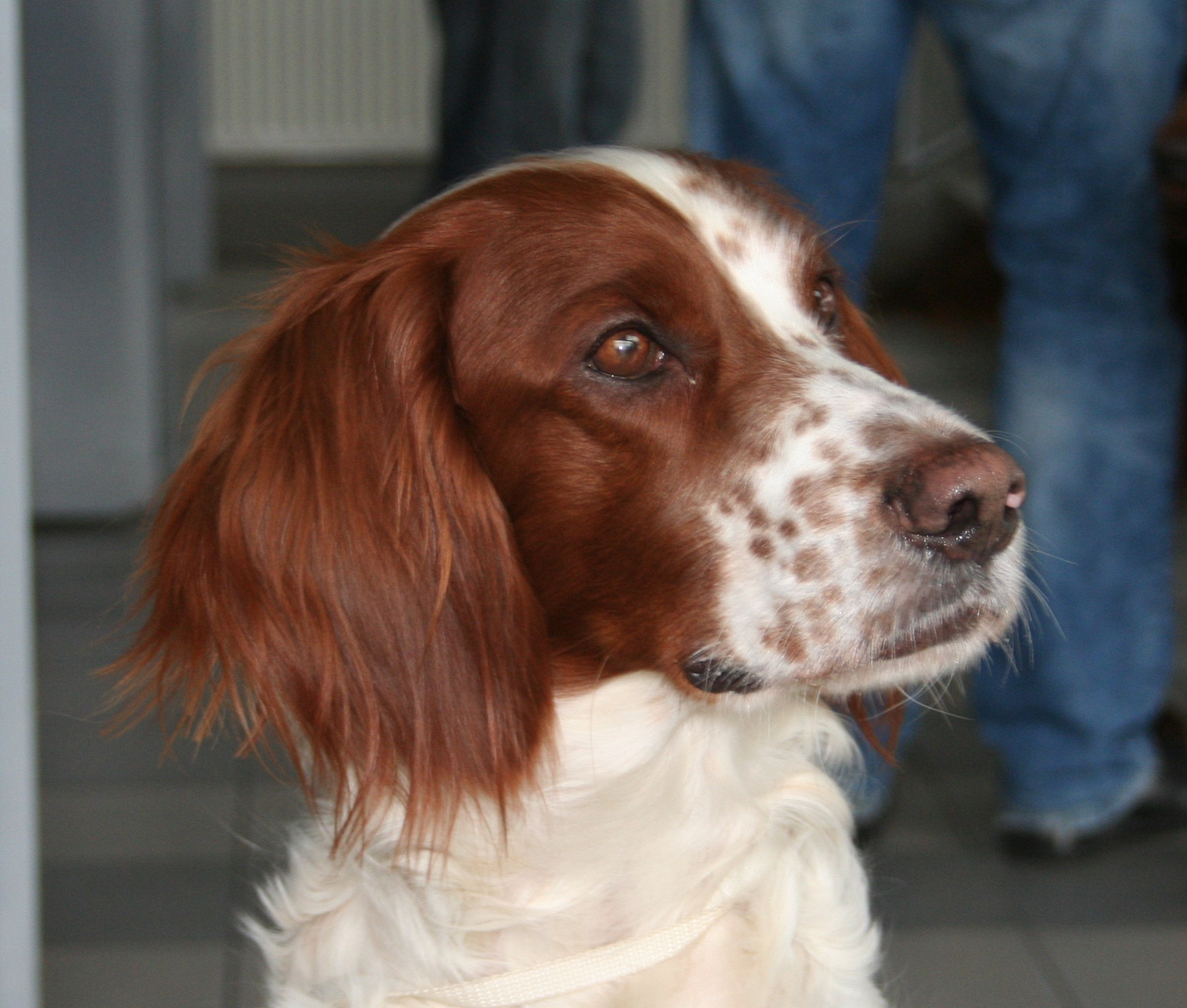
Głowa czerwono-białego setera irlandzkiego

Istnienie w Irlandii czerwonych i czerwono-białych seterów udokumentowane jest już w XVII w. Poza Irlandią mało kto wie o istnieniu dwóch ras seterów irlandzkich. Seter irlandzki czerwono-biały jest niewątpliwie rasą starszą, z której w wyniku świadomej, selektywnej hodowli wyewoluował seter o jednolicie czerwonym umaszczeniu, bowiem dawne "ptaszniki", które przybyły z kontynentu do Irlandii, z całą pewnością nie były jednobarwne. Kiedy na początku drugiej połowy XIX wieku pojawiły się na ringach wystawowych, było wiele nieporozumień odnośnie do ich właściwego umaszczenia, wtedy istniało mniej więcej tyle samo psów czerwonych, co czerwono-białych. Później jednak odmiana mahoniowa stała się znacznie liczniejsza, a w końcu XIX stulecia jednolicie czerwony seter irlandzki usunął w cień setera czerwono-białego, który stał się tak rzadki, że sądzono, iż wyginął. W Irlandii w roku 1944 założono klub, którego celem miało być uratowanie odmiany czerwono-białej. Na wiele się to nie zdało i pod koniec lat 60. XX wieku do księgi hodowlanej wpisywano zaledwie 7 czerwono-białych szczeniąt. Powołano zatem do życia komitet, którego zadaniem było opracowanie planu hodowlanego tej odmiany setera. Rasa znalazła zapalonych miłośników i udało się ją uratować od całkowitego wyginięcia. W 1989 roku FCI uznało setera czerwono-białego jako właściwą i odrębną rasę. Obecnie przedstawiciele tej rasy pojawiają się dość licznie na wielu kontynentach, jednak w Polsce są one mało znane.

## Wygląd

### Wygląd ogólny
Mocno umięśniony pies o bardzo harmonijnej budowie ciała, bez cech jakiejkolwiek przesady, w typie raczej atletycznym.

### Głowa
W stosunku do ciała stosunkowo szeroka, z wyraźnym wykrojem. Mózgoczaszka pomiędzy uszami wysklepiona, guz potyliczny niezbyt widoczny. Nos o czystych, prostych liniach.

### Zgryz
Szczęki o takiej samej lub prawie takiej samej długości, zgryz regularny, idealny nożycowy, dopuszczalny jest również cęgowy.

### Oczy
Ciemne, orzechowo-brązowe lub ciemnobrązowe, okrągłe, lekko wypukłe, białkówki niewidoczne.

### Uszy
Osadzone na wysokości oczu, ale daleko z tyłu głowy, zwisając przylegają ściśle do głowy.

### Szyja
Odpowiedniej długości, bardzo muskularna, w żadnym wypadku zbyt mocna, lekko wygięta, bez śladów podgardla.

### Tułów
Silny i muskularny, głęboka klatka piersiowa z dobrze wysklepionymi żebrami. Grzbiet dobrze umięśniony i mocny.

### Ogon
Umiarkowanej długości, nie sięgający poniżej stawu skokowego, mocny u nasady i zwężający się wyraźnie ku końcowi. Niezakręcony. Noszony na poziomie linii grzbietu lub poniżej.

### Kończyny przednie
Dobrze umięśnione, łopatki ustawione wyraźnie ku tyłowi, łokcie w ruchu dość luźne, jednakże bez odstawiania ich do wewnątrz lub na zewnątrz. Przedramię proste z widocznymi ścięgnami, kości mocne, stopy sprężyste.

### Kończyny tylne
Szerokie i umięśnione, uda długie, kości śródstopia powinny mieć odpowiednią długość. Kolana ugięte prawidłowo, stawy skokowe nisko nad ziemią, równolegle, nie mogą być ani zbieżne, ani rozbieżne. Golenie mocne, dobrze umięśnione, o silnych ścięgnach.

### Łapy
Pięknie uformowane, zwarte, kocie, mocne, dobrze owłosione między palcami.

## Szata
Długa, jedwabista sierść pokrywa zewnętrzną stronę uszu i tworzy frędzle na tylnej stronie kończyn tylnych. Długa sierść w pachwinach, na dolnej stronie klatki piersiowej i na mostku, tworzy frędzle, pod szyją sierść wyraźnie długa i prosta. Sierść frędzli powinna być w zasadzie prosta, spływająca gładko i niezbyt gęsta. Ogon z pięknym piórem. Na głowie, na przedniej stronie kończyn, jak również na pozostałych częściach ciała sierść jest krótka i gładka, bez najmniejszych śladów skręcenia, dopuszczalne jest tylko łagodne falowanie.

## Umaszczenie
Podstawowym kolorem jest biały z jednolicie czerwonymi łatami (biel i czerwień powinny być wyraźnie od siebie oddzielone). Obydwa kolory powinny być maksymalnie żywe i lśniące. Cętkowanie, lecz nie dereszowatość, jest dopuszczalne na części twarzowej, stopach, na nogach przednich do wysokości łokcia, a na tylnych do stawu skokowego. Cętkowanie na innych częściach ciała, jak również dereszowatość i drobne nakrapianie są niedopuszczalne i stanowią wadę dyskwalifikującą.